# Erik Gustaf Johnson
Erik Gustaf Johnson, född 22 januari 1852 i Sunne församling i Värmlands län, död 8 april 1914 i Hedvig Eleonora församling i Stockholm, var en svensk läkare.
Erik Gustaf Johnson var son till handelsmannen Olof Johnson och Kristina Janson. Han blev medicine licentiat 1881 och medicine doktor 1884. Han verkade från 1883 som praktiserande läkare i Stockholm specialiserad på magsjukdomar.
Utöver avhandlingen Bidrag till kännekomen om nervsutur och nervtransplantation vid Karolinska institutet (1882) gav han ut Anteckningar om Kejsar-Wilhelms-universitet i Strassburg (1883), 48 operatift behandlade fall af benign gastrostenos (1901), Minnesteckning.: Nils Peter Hamberg (1902), Om diafragmabråket beskrifning af ett sådant (1906) och Frans Wilhelm Warfvinge (1908).
Erik Gustaf Johnson var gift med Ida Maria Odelberg (1862–1957). De fick fyra barn: Olof Gösta Odelberg-Johnson (1893–1948), Ida Katarina Grange (1899–1985), Kerstin Maria Kristina Nilsson (1900–1995) och Gertrud Lindahl (1903–1994). Den sistnämnda gifte sig med nationalekonomen Erik Lindahl och blev mor till juristen Lars Lindahl.